# Innocent (canción de Taylor Swift)
Innocent es una canción del disco Speak Now, tercer álbum de la cantante de pop y country Taylor Swift. Esta canción fue presentada por primera vez en los MTV Video Music Awards 2010 presentando la canción para el Rapero Kanye West por el conflicto del Premio del año anterior.

## Información Sobre la Canción y Críticas
Taylor Swift es conocida por usar sus experiencias reales como inspiración para su música, así que cuando la cantante tomó el escenario de los VMA el debut de su balada "Innocent" - acerca de alguien que ha perdido su camino brevemente - la canción, por supuesto, dejó pensando muchas fue una oda a Kanye West. Sin embargo, MTV Los lectores de noticias están expresando diversas reacciones a la pista.
No puse esta canción para humillar a Kanye", dijo el comentarista Shana. Llamando el desempeño de la cantante "con clase", añadió Shana que "Innocent es un signo de madurez de Swift. "No creo que esta canción se muestra ningún signo de Taylor no ser capaz de seguir adelante. Creo que ella quería que la gente sepa que todos somos humanos y que se siente lo mismo acerca de Kanye."
Otro fan, Domi, afirmó que no era justo que Swift está haciendo frente a críticas por indirectamente evento del año pasado cuando Kanye hizo lo mismo en la entrega de premios: "Todo lo que hizo fue cantar una canción, la gente sigue haciendo bromas al respecto.. Así que si usted va a decir algo sobre como Taylor debería dejarlo ir.. Asegúrese de hablar sobre la otra persona que también ha fracasado en hacerlo. o la hipocresía de riesgo grave. "
Otros fanes pensaban que la canción era de esperar de un artista como Swift, que es conocida por escribir sobre los niños en su vida que la han hecho sentir mal.
"Pensé que era brillante", escribió Kekoa. "Lo dijo en su introducción. Su música es sacada de las páginas de su diario. Quiero decir, ¿La gente, honestamente, no lo vio venir? La canción en sí que es poderosa. Ella está mostrando gran madurez para su edad."
Pero otros no estaban muy contentos con que la cantante usara el evento del 2009 para sus canciones.
"La canción tiene una melodía agradable, pero estoy empezando a pensar que es un poco dramático.", dijo el usuario bxjam.
Un fan llamado Dustin entendía la necesidad de Swift de cantar sobre las experiencias de su vida, pero pensaba que su rendimiento introducción - Swift reproducir un montaje de su ahora infame interrupción - era demasiado. "Tengo que iba a escribir una canción sobre el incidente de los VMAs, pero que muestra el clip del incidente del año pasado me hizo SMH", dijo. "Quiero decir... que era el año pasado por el amor de Dios.
las críticas a "Innocent" no solo estaban enfocadas a su contenido lírico, sino también a las capacidades vocales de la cantante.
"No tengo nada en contra de la chica, pero parece cada vez que veo una presentación en vivo de Taylor Swift se siente incapaz de llevar una melodía del 100 por ciento. Ella estuvo bien este año, pero fue sin duda fuera de tono en varios momentos a través de su actuación ", escribió Brian.
Aunque Swift, todavía tiene que confirmar directamente que "Innocent" se trata de Kanye, que parecía decidido a conseguir el mensaje de la canción a través de. Ella llevó a su sitio web oficial después de la presentación oficial de enviar letras de la canción después de la gran demanda de los fanes.
"Muchos de ustedes han estado preguntando acerca de la letra de 'inocente', así que aquí están. Love, Taylor", escribió.

## MTV Video Music Awards2010
La canción se dio a conocer por primera vez la noche del 12 de septiembre de 2010, al ser cantada por Taylor en los VMA 2010. Por su letra y por el video que salió antes de que la canción comenzara se nota que está dedicada al rapero Kanye West por el conflicto ocurrido el año anterior en los mismos premios. La canción es una forma de Taylor Swift de aceptar las disculpas que el rapero le había pedido dedicándole una canción que cantó por primera vez en aquella misma gala.Esta Canción fue interpretada en vivo por primera vez en esta gala de la noche del 12 de septiembre de 2010,Esta canción cuenta con la voz de Swift en vivo en ese instante y los ruidos de los instrumentos eran falsos.En la Gala Swift sale con un vestido elegante y color Crema.